# Чемпионат Южной Америки по волейболу среди женщин 2015
31-й чемпионат Южной Америки по волейболу среди женщин проходил с 29 сентября по 3 октября 2015 года в Картахене (Колумбия) с участием 8 национальных сборных команд. Чемпионский титул в 19-й раз в своей истории и в 11-й раз подряд выиграла сборная Бразилии.

## Команды-участницы
Аргентина, Бразилия, Венесуэла, Колумбия, Парагвай, Перу, Уругвай, Чили.

## Система проведения чемпионата
Турнир состоял из предварительного этапа и плей-офф. 8 команд-участниц на предварительном этапе были разбиты на две группы, в которых команды играли в один круг. Первичным критерием при распределении мест в группах служило общее количество побед, затем количество набранных очков, соотношение партий, соотношение игровых очков и, наконец, результаты личных встреч. За победы со счётом 3:0 и 3:1 начислялось по 3 очка, за победу 3:2 — 2, за поражение 2:3 проигравший получал 1 очко и за поражения 1:3 и 0:3 очки не начислялись. По две лучшие команды из групп вышли в полуфинал плей-офф и в стыковых матчах определили двух финалистов, которые разыграли первенство. Проигравшие в полуфиналах разыграли бронзовые награды. Итоговые 5—8-е места по такой же схеме были разыграны командами, занявшими в группах предварительного этапа 3—4-е места.

## Предварительный этап

### Группа А
| М | Команда   | 1   | 2   | 3   | 4   | И | В | П | С/П | О |
| - | --------- | --- | --- | --- | --- | - | - | - | --- | - |
| 1 | Перу      |     | 3:1 | 3:2 | 3:0 | 3 | 3 | 0 | 9:3 | 8 |
| 2 | Колумбия  | 1:3 |     | 3:0 | 3:0 | 3 | 2 | 1 | 7:3 | 6 |
| 3 | Венесуэла | 2:3 | 0:3 |     | 3:0 | 3 | 1 | 2 | 5:6 | 4 |
| 4 | Парагвай  | 0:3 | 0:3 | 0:3 |     | 3 | 0 | 3 | 0:9 | 0 |

29 сентября: Перу — Венесуэла 3:2 (19:25, 25:17, 17:25, 25:15, 15:6); Колумбия — Парагвай 3:0 (25:8, 25:12, 25:10).
30 сентября: Перу — Парагвай 3:0 (25:4, 25:11, 25:11); Колумбия — Венесуэла 3:0 (25:19, 25:15, 25:18).
1 октября: Венесуэла — Парагвай 3:0 (25:9, 25:19, 25:18); Перу — Колумбия 3:1 (22:25, 25:18, 26:24, 25:16).

### Группа В
| М | Команда   | 1   | 2   | 3   | 4   | И | В | П | С/П | О |
| - | --------- | --- | --- | --- | --- | - | - | - | --- | - |
| 1 | Бразилия  |     | 3:0 | 3:0 | 3:0 | 3 | 3 | 0 | 9:0 | 9 |
| 2 | Аргентина | 0:3 |     | 3:0 | 3:0 | 3 | 2 | 1 | 6:3 | 6 |
| 3 | Чили      | 0:3 | 0:3 |     | 3:1 | 3 | 1 | 2 | 3:7 | 3 |
| 4 | Уругвай   | 0:3 | 0:3 | 1:3 |     | 3 | 0 | 3 | 1:9 | 0 |

29 сентября: Аргентина — Чили 3:0 (25:18, 25:17, 25:12); Бразилия — Уругвай 3:0 (25:14, 25:11, 25:15).
30 сентября: Бразилия — Чили 3:0 (25:16, 25:6, 25:15); Аргентина — Уругвай 3:0 (25:16, 25:11, 25:22).
1 октября: Чили — Уругвай 3:1 (25:22, 25:22, 26:28, 25:21); Бразилия — Аргентина 3:0 (25:16, 25:17, 25:14).

## Плей-офф

### Полуфинал за 5—8 места
2 октября
Венесуэла — Уругвай 3:0 (25:23, 25:21, 25:21)
Чили — Парагвай 3:0 (25:14, 25:15, 25:10)

### Полуфинал за 1—4 места
2 октября
Перу — Аргентина 3:2 (25:23, 25:27, 25:20, 25:27, 15:13)
Бразилия — Колумбия 3:0 (25:17, 25:12, 25:12)

### Матч за 7-е место
3 октября
Уругвай — Парагвай 3:0 (25:13, 25:21, 25:21).

### Матч за 5-е место
3 октября
Венесуэла — Чили 3:0 (25:23, 25:17, 25:19).

### Матч за 3-е место
3 октября
Колумбия — Аргентина 3:2 (25:21, 26:24, 19:25, 23:25, 15:6).

### Финал
3 октября
Бразилия — Перу 3:0 (25:17, 25:21, 25:13).

## Итоги

### Положение команд
| Бразилия     |
| Перу         |
| Колумбия     |
| 4. Аргентина |
| 5. Венесуэла |
| 6. Чили      |
| 7. Уругвай   |
| 8. Парагвай  |

4 команды (Перу, Колумбия, Аргентина и Венесуэла) квалифицировались на олимпийский отборочный турнир зоны Южной Америки. Сборная Бразилии в качестве команды страны-хозяйки Олимпиады-2016 уже имеет путёвку на Игры.

### Призёры
Бразилия: Фабиана Клаудино (Фабиана), Жусели Кристина Баррето (Жусели), Даниэль Линс (Дани Линс), Ана Каролина да Силва (Карол), Аденизия Силва (Аденизия), Габриэла Брага Гимарайнс (Габи), Наталия Зильо Перейра (Наталия), Шейла Таварис де Кастро (Шейла), Моник Мариньо Паван (Моник), Фернанда Гарай Родригис (Фе Гарай), Роберта Ратцке, Камила Брайт, Лея Энрике да Силва (Лея), Мариана Коста. Тренер — Жозе Роберто Гимарайнс (Зе Роберто).
  Перу: Алехандра Муньос, Сиамара Альмейда, Катрин Регаладо, Мирта Урибе, Клариветт Ильескас, Диана де ла Пенья, Наир Канесса, Анхела Лейва, Корайма Гомес, Марикармен Герреро, Мабель Олемар, Сусан Эгоавиль, Эсмеральда Санчес. Тренер — Мауро Мараскиуло.
  Колумбия.

### Индивидуальные призы
MVP:  Габриэла Гимарайнс (Габи)

### Символическая сборная
Связующая:  Мария Алехандра Марин
Диагональная:  Карла Кастильоне
Доигровщики: Анхела Лейва,  Габриэла Гимарайнс
Центральные блокирующие:  Жусели,  Наталия Айспируа
Либеро:  Камила Гомес